# Fuente de Neptuno (Berlín)
La fuente de Neptuno (en alemán: Neptunbrunnen) de la ciudad de Berlín se encuentra en el parque entre la iglesia de Santa Maria (St. Marienkirche) y el "Ayuntamiento Rojo" (Rotes Rathaus), en el distrito Mitte ("centro") de la ciudad. Fue realizada por el escultor Reinhold Begas.

## Descripción

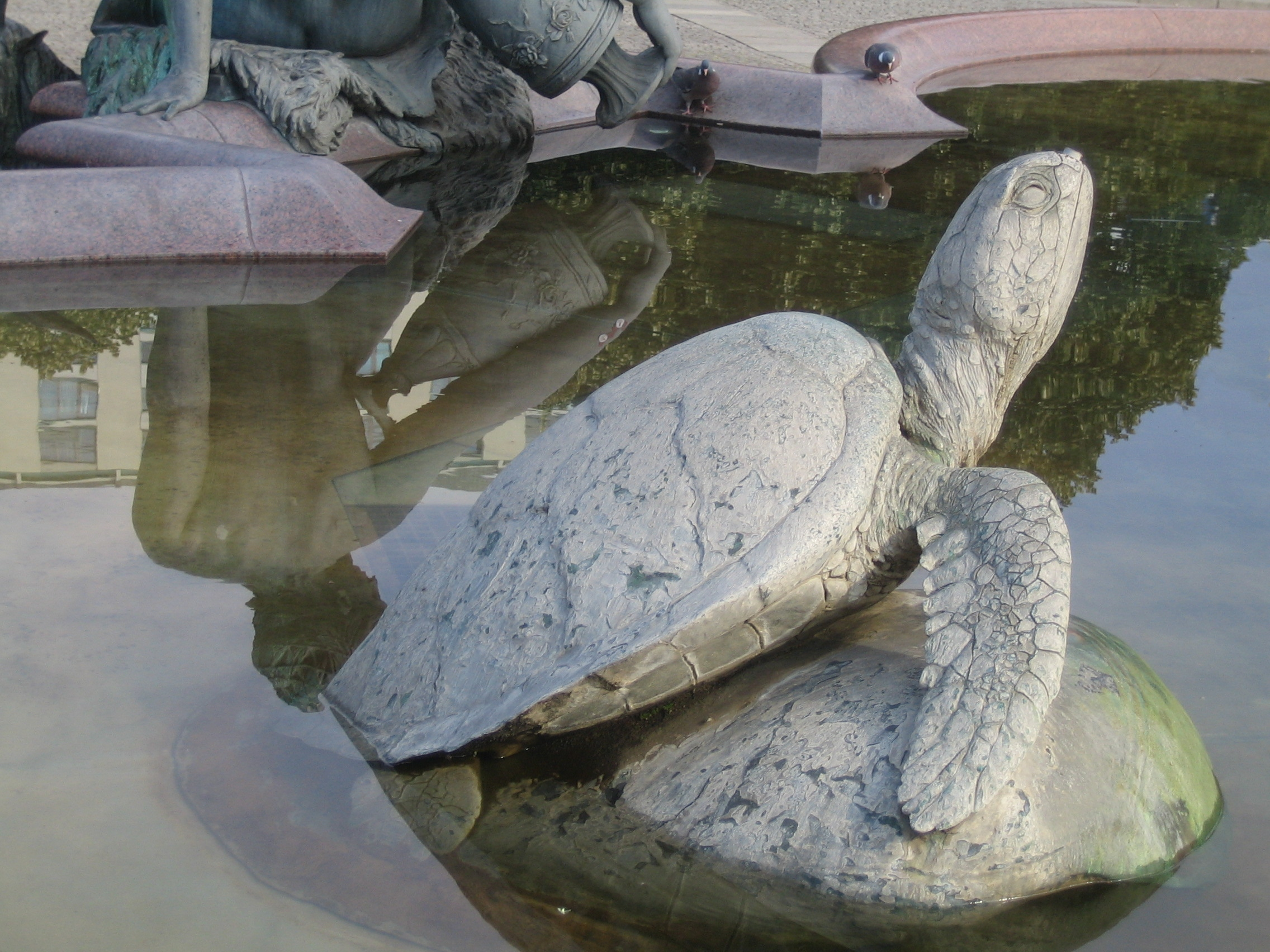
Detalle.

En su punto más ancho, la alberca de la fuente mide 18 metros. La alberca está hecha de granito rojo de Suecia y se encuentra sobre un pedestal de tres escalones. La altura de la sección central hasta la cabeza de Neptuno es de 8,50 metros y la altura hasta la punta del tridente es de 10 metros.
En el centro de la alberca se alza una poderosa escultura del dios romano de los océanos, Neptuno. Sobre su hombro, sostenido con el brazo izquierdo, descansa el símbolo de su poder, el tridente. La mano derecha descansa sobre su muslo. Neptuno es llevado por cuatro tritones sobre una concha, rodeado de niños rebosantes que juegan en el agua.
En la alberca hay varias figuras de animales acuáticos, como tortugas, un cocodrilo, una langosta, focas y serpientes. En el borde de la alberca están sentadas cuatro figuras femeninas que representan los ríos Rin, Vístula, Óder y Elba.

## Historia

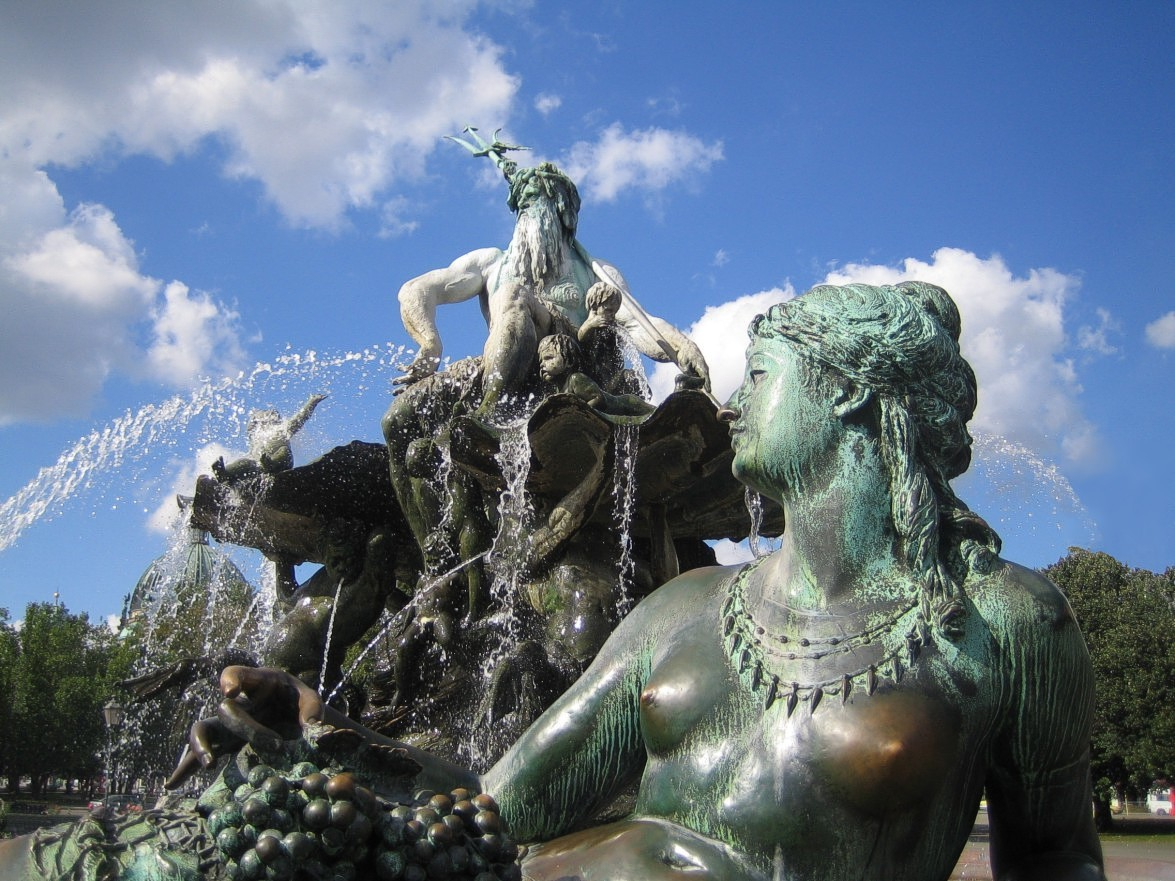
Detalle de la figura El Rin.

La creación de la fuente se debió a la recomendación de Friedrich Schinkel de que en la Plaza del Palacio, frente al Palacio Real de Berlín, se hiciese una fuente monumental. El joven Reinhold Begas tomó esta idea y creó varias versiones para una fuente, la última de las cuales fue adoptada en 1888.
La fuente fue un regalo del magistrado de la ciudad para Guillermo II de Alemania, que era un gran admirador de Begas. Fue inaugurada el 1 de noviembre de 1891. A principios del siglo XX la fuente era conocida también como Schlossbrunnen (Fuente del palacio) y Begasbrunnen, por su creador Reinhold Begas.
Las figuras sufrieron graves daños durante la batalla de Berlín, al final de la Segunda Guerra Mundial. Tras la polémica demolición del Palacio Real por el régimen de la RDA en 1951, la fuente fue desmontada y almacenada. En 1969, tras la restauración de las figuras, la fuente fue instalada en su lugar actual.
Hoy en día, los trabajos de reconstrucción del Palacio Real de Berlín ya están en proceso, pero no se ha determinado si la fuente será recolocada en su antiguo lugar frente al palacio.